# Long Island (Kansas)
Long Island é uma cidade localizada no estado americano de Kansas, no Condado de Phillips.

## Demografia
Segundo o censo americano de 2000, a sua população era de 155 habitantes. 
Em 2006, foi estimada uma população de 143, um decréscimo de 12 (-7.7%).

## Censo 2010
A partir do censo de 2010, havia 134 pessoas, 60 casas, e 38 famílias que residem na cidade. A densidade populacional foi 304,5 habitantes por milha quadrada (117,6 / km 2). Havia 77 unidades de carcaça em uma densidade média de 175,0 por milha quadrada (67,6 km / 2). A composição racial da cidade era de 96,3% branca e 3,7% de outras raças . Hispânico ou Latino de toda a raça eram 3,7% da população.
Havia 60 casas fora de que 18.3% tiveram as crianças sob a idade de 18 que vivem com eles, 55,0% eram pares casados vivendo junto, 8.3% tiveram um proprietário masculino com nenhum presente esposa, e 36,7% eram não-famílias. 35,0% de todas as casas foram compostos dos indivíduos e 15% tidos alguém que vive sozinho quem era 65 anos de idade ou mais. O tamanho médio das famílias foi de 2,23 eo tamanho médio da família era 2.89.
A idade média na cidade foi de 49,3 anos. 20,9% dos moradores estavam sob a idade de 18 anos, 7,5% estavam entre as idades de 18 e 24, 14,9% foram 25-44; 35,1% foram 45-64, e 21,6% tinham 65 anos ou mais de idade. A composição de gênero da cidade era do sexo masculino 54,5% e 45,5% do sexo feminino.

## Censo 2000
A partir do censo de 2000, havia 155 pessoas, 67 casas, e 45 famílias que residem na cidade. A densidade populacional foi 352,8 pessoas por milha quadrada (136.0/km ²). Havia 73 unidades de carcaça em uma densidade média de 166,1 por milha quadrada (64.1/km ²). A composição racial da cidade era de 97,42% Branca e 2,58% Africano americano . Hispânico ou Latino de toda a raça eram 0,65% da população.
Havia 67 casas fora de que 25.4% tiveram as crianças sob a idade de 18 que vivem com eles, 62,7% eram pares casados vivendo junto, 1.5% tiveram um proprietário fêmea com nenhum presente do marido, e 32,8% eram não-famílias. 31,3% de todas as casas foram compostos dos indivíduos e 14.9% tidos alguém que vive sozinho quem era 65 anos de idade ou mais. O tamanho médio da casa era 2.31 eo tamanho médio da família era 2.91.
Na cidade a população foi espalhada para fora com 23.2% sob a idade de 18 anos, 9,7% de 18 a 24, 23,9% de 25 a 44, 23,2% de 45 a 64 anos, e 20,0% dos que tinham 65 anos de idade ou mais. A média de idade era de 40 anos. Para cada 100 fêmeas havia 109,5 homens. Para cada idade do sexo feminino e mais de 18 100, havia 105,2 homens.
A renda mediana para uma casa na cidade era $ 29.250, ea renda mediana para uma família era $ 32.321. Os machos tiveram uma renda mediana de $ 27.083 contra $ 17.813 para fêmeas. A renda per capita da cidade era $ 14.722. Nenhuma das famílias e de 5,9% da população vivia abaixo da linha de pobreza .

## Geografia
De acordo com o United States Census Bureau tem uma área de 
1,1 km², dos quais 1,1 km² cobertos por terra e 0,0 km² cobertos por água.

## Localidades na vizinhança
O diagrama seguinte representa as localidades num raio de 24 km ao redor de Long Island. 